# Яков и семеро разбойников
Яков и семеро разбойников (англ. Yakov and the Seven Thieves) — третья книга для детей, написанная Мадонной.

## Сюжет
— Моя молитва достигла ворот Рая, но они оказались закрыты, — промолвил мудрец. — Прости, но я не в силах спасти твоего сына.
По сюжету, Яков, добрый сапожник, и его жена, Ольга, были убиты горем, так как их сын Михаил тяжело болен. Они просят совет у мудрого старика Павла. Когда мудрец понимает, что его усилий недостаточно для спасения, ему приходится положиться на помощь семи разбойников. Мудрец доказал, что чудо может произойти благодаря искренней молитве посторонних грешников.  

## Иллюстрации
Иллюстрации для издания выполнил русский художник Геннадий Спирин, известный своей работой над книгой Марии Конопницкой «О сиротке Марысе и гномах» (1983), а также над книгой «Чёрная курица, или Подземные жители». Авторская манера Геннадия Спирина, оформившего 33 детские книги, показалась Мадонне и издателю идеальной для передачи особой атмосферы маленького городка Восточной Европы XVIII века, где происходят события, описанные в сюжете. По словам Геннадия Спирина, эта сказка учит и детей, и взрослых «прежде всего, состраданию».

## Переводы
Книга «Яков и Семеро Разбойников» издана на 38 языках и более, чем в 110 странах мира. Мировая премьера книги состоялась 21 июня 2004 года, а 16 августа, в день рождения Мадонны, книга появилась в российских магазинах. Перевод на русский выполнил Леонид Яхнин.

## Рецензии
Книга была критически воспринята в США из-за назидательной интонации и мрачного сюжета, связанного со смертью. Критике подверглись также упоминание каббалы и непривычный для американской аудитории стиль иллюстраций. 
«На написание этой книги меня вдохновило учение Баал Шем Това, великого мудреца XVIII века, который посвятил свою жизнь проповеди любви и добродетели. Это история о том, что у каждого из нас всегда есть возможность достучаться до Небес, даже несмотря на плохие поступки, которые мы иногда совершаем. Стоит лишь преодолеть себя, подняться над своими недостатками, как чудеса начнут происходить в нашей жизни и в жизни других людей. Не следует забывать, что добро всегда побеждает зло и за самой кромешной тьмой прячется сияющее солнце!
На данный момент книга имеет оуенку в 3,6 из 5 баллов на англоязычном портале Goodreads. 
В России автор журнала Rolling Stone Леонид Александровский негативно оценил религиозные поиски Мадонны, сравнив певицу с Алистером Кроули. Сотрудничество, привлекшее внимание всего мира к иллюстрациям русского художника Геннадия Спирина, журналист охарактеризовал словами: 
Что до книжек, так опять же Бог ей судья. Ей и Геннадию Спирину, иллюстратору сказок Мадонны, родившемуся в России, сподвигнувшемуся на красочную фигуризацию каббалистической книжки N3.

## Аудиокнига
13 октября 2005 году "Яков и семеро разбойников" в составе книг детской серии на английском языке стали доступны в виде аудиокниги на CD под названием Madonna 5 Book: Madonna 5 Audio Books for Children (лейбл Callaway Audio). Читает автор.